# HD 169454
HD 169454 (V430 Щита) — звезда в созвездии Щита на расстоянии около 6940 световых лет от нас.

## Характеристики
Звезда представляет собой бело-голубой сверхгигант спектрального класса B1Ia C с видимой звёздной величиной 6,65. HD 169454 является одной из самых ярких звёзд в нашей Галактике. Она принадлежит ассоциации OB 3 Щита (Sct OB 3). Спектральный анализ показал, что по соседству со звездой находится межзвёздный газ, движущийся с огромной скоростью. Пока представляется неясным, является ли причиной столь большой скорости взрыв сверхновой или же просто мощное воздействие звёздного ветра.